# 1967 v športu
1967 v športu. 

## Avto - moto šport
- Formula 1: Denny Hulme, Nova Zelandija, Brabham-Repco, je slavil z dvema zmagama in 51 točkami, konstruktorski naslov je šel prav tako v roke moštva Brabham-Repco z osvojenimi 63 točkami
- 500 milj Indianapolisa: slavil je A.J. Foyt, iz ZDA, z bolidom Coyote/Ford, za moštvo Ansted-Thompson Racing[1]

## Kolesarstvo
- Tour de France 1967: Roger Pingeon, Francija
- Giro d'Italia: Felice Gimondi, Italija

## Košarka
- Pokal evropskih prvakov: Real Madrid
- NBA: Philadelphia 76ers slavijo s 4 proti 2 v zmagah nad San Francisco Warriors[2]
- Svetovno prvenstvo v košarki - Urugvaj 1967: 1. Sovjetska zveza, 2. Jugoslavija, 3. Brazilija[3]
- EP 1967, Finska (Helsinki): 1. Sovjetska zveza, 2. Češkoslovaška, 3. Poljska[4]

## Nogomet
- Pokal državnih prvakov: Celitc je slavil s 2-1 proti Interju[5]

## Smučanje
- Alpsko smučanje: 
  - Svetovni pokal v alpskem smučanju, 1967: - tekmovanje priredijo prvič, tekmujejo v treh disciplinah, slalom, veleslalom in smuk
    - Moški: Jean-Claude Killy, Francija[6]
    - Ženske: Nancy Greene, Kanada[7]

## Tenis
- Moški:
  - Odprto prvenstvo Avstralije: Roy Emerson, Avstralija[8]
  - Odprto prvenstvo Anglije - Wimbledon: John Newcombe, Avstralija[9]
- Ženske: 
  - Odprto prvenstvo Avstralije: Nancy Richey, ZDA[10]
  - Odprto prvenstvo Anglije - Wimbledon: Billie Jean King, ZDA[11]
- Davisov pokal: Avstralija slavi s 4-1 proti Španiji[12]

## Hokej na ledu
- NHL - Stanleyjev pokal: Toronto Maple Leafs slavijo s 4 proti 2 v zmagah nad Montreal Canadiens
- SP 1967: 1. Sovjetska zveza, 2. Švedska, 3. Kanada[13]

## Rojstva
- 9. januar: Claudio Caniggia, argentinski nogometaš
- 10. januar: Monika Maierhofer, avstrijska alpska smučarka
- 11. januar: Teoman Alibegović, slovenski košarkar
- 21. januar: Alfred Jermaniš, slovenski nogometaš
- 21. januar: Ulf Dahlén, švedski hokejist
- 21. januar: Konstantin Astrahancev, ruski hokejist
- 2. februar: Artūrs Irbe, latvijski hokejist
- 5. februar: Lojze Kolman, slovenski telovadec
- 12. februar: Anita Wachter, avstrijska alpska smučarka
- 14. februar: Calle Johansson, švedski hokejist
- 18. februar: Colin Jackson, valižanski atlet
- 18. februar: Roberto Baggio, italijanski nogometaš
- 11. marec: Sergej Bautin, ruski hokejist
- 16. marec: Heidi Andenmatten-Zurbriggen, švicarska alpska smučarka
- 20. marec: Miriam Vogt, nemška alpska smučarka
- 24. marec: Diann Roffe-Steinrotter, ameriška alpska smučarka
- 28. marec: Ingrid Salvenmoser, avstrijska alpska smučarka
- 6. april: Chantal Bournissen, švicarska alpska smučarka
- 12. april: Nicolaie Taga, romunski veslač
- 14. april: Alain Côté, kanadski hokejist
- 22. april: Kristi Terzian, ameriška alpska smučarka
- 24. april: Dino Rađa, hrvaški košarkar
- 28. april: Michel Andrieux, francoski veslač
- 6. maj: Risto Laakkonen, finski smučarski skakalec
- 8. maj: Andrej Razinger, slovenski hokejist
- 9. maj: Nataša Bokal, slovenska alpska smučarka
- 9. maj: Toni Tišlar, slovenski hokejist
- 11. maj: Patricia Chauvet-Blanc, francoska alpska smučarka
- 14. maj: Mojca Dežman, slovenska alpska smučarka
- 15. maj: Simen Agdestein, norveški šahist, šahovski trener in nogometaš
- 17. maj: Uroš Velepec, slovenski biatlonec
- 18. maj: Heinz-Harald Frentzen, nemški dirkač Formule 1
- 27. maj: Jevgenij Davidov, ruski hokejist
- 17. junij: Barbara Sadleder, avstrijska alpska smučarka
- 18. junij: Michelle McKendry-Ruthven, kanadska alpska smučarka
- 19. junij: Bjørn Dæhlie, norveški smučarski tekač
- 13. julij: Roger Hansson, švedski hokejist
- 25. julij: Heidi Zeller-Bähler, švicarska alpska smučarka
- 3. avgust: Camilla Nilsson, švedska alpska smučarka
- 12. avgust: Emil Kostadinov, bolgarski nogometaš
- 5. september: Matthias Sammer, nemški nogometaš in trener
- 13. september: Michael Johnson, ameriški atlet
- 8. oktober: Primož Gliha, slovenski nogometaš
- 9. oktober: Gheorghe Popescu, romunski nogometaš
- 13. oktober: Javier Sotomayor, kubanski atlet
- 17. oktober: Nathalie Tauziat, francoska tenisačica
- 22. oktober: Ulrike Maier, avstrijska alpska smučarka
- 22. november: Boris Becker, nemški tenisač
- 24. november: Jesper Duus, danski hokejist
- 4. december: Marko Simeunovič, slovenski nogometaš
- 8. december: Pekka Suorsa, finski smučarski skakalec
- 16. december: Donovan Bailey, kanadski atlet
- 18. december: Darko Milanič, slovenski nogometaš

## Smrti
- 14. januar: Hans Walter, švicarski veslač (* 1889)
- 31. januar: Eddie Tolan, ameriški atlet) (* 1908)
- 4. april: Héctor Scarone, urugvajski nogometaš (* 1898)
- 10. april: Alfred Felber, švicarski veslač (* 1886)
- 10. maj: Lorenzo Bandini, italijanski dirkač Formule 1 (* 1935)
- 13. junij: Gerald Patterson, avstralski tenisač (* 1895)
- 14. junij: Eddie Eagan, ameriški boksar in bobist (* 1897)
- 4. avgust: Benoît Falchetto, francoski dirkač (* 1885)
- 14. avgust: Bob Anderson, britanski dirkač Formule 1 (* 1931)
- 18. avgust: Theodore Pell, ameriški tenisač (* 1879)
- 9. november: Leslie Brooke, britanski dirkač (* 1910)
- 15. november: Matti Pietikäinen, finski smučarski skakalec (* 1927)
- 27. december: Percy Hodge, britanski atlet (* 1890)